# Korhadéklégy

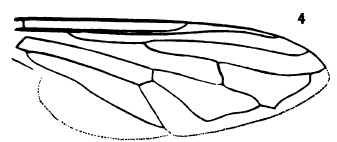
Brachypalpus cyanella szárnyának felépítése

A korhadéklégy (Brachypalpus) a zengőlegyek (Syrphoidea) öregcsaládjában a névadó zengőlégyfélék (Syrphidae)család herelégyfélék (Eristalinae) alcsaládjába sorolt nárciszlégy-rokonúak (Merodontini) — más rendszertanászok szóhasználatában hagymalégy-rokonúak(Eumerini) — több száz nemet számláló nemzetségének egyik neme több mint egy tucat fajjal.

## Származása, elterjedése
A nearktikus és a palearktikus faunatartományban terjedt el. Utóbbi európai részén a 2020-as évekig 3 faját írták le, de a kontinens északi országaiban csak egy telepedett meg. Mindhárom európai faj megtalálható Magyarországon is:
- aranysárga korhadéklégy (Brachypalpus chrysites),
- barna korhadéklégy (Brachypalpus laphriformis),
- déli korhadéklégy (Brachypalpus valgus).

## Megjelenése, felépítése
Közepes vagy nagyobb zengőlégy. Teste sűrűn szőrös, a szemük csupasz. A hímeké szeme érintkezik vagy keskenyen elválasztott. Arca erősen bemélyedt, arcdudora nincs.
Lábai erősek, a 3. combjuk vastag, és alsó peremén rövid tüskeszerű sörték sorakoznak. A hímek 3. csípőjén általában fogszerű képződmény látható. Szárnyának elülső felén, középtájon barnás foltot visel.

## Életmódja, élőhelye
Életmódját kevésbé ismerjük. Lárvái valószínűleg legalább részben fák korhadékában, elhalt kérgek alatt fejlődnek.

## Európán kívüli fajok
- Brachypalpus alopex (Osten Sacken, 1877)
- Brachypalpus amithaon Walker, 1849
- Brachypalpus cyanella Osten Sacken, 1877
- Brachypalpus cyanogaster Loew, 1872
- Brachypalpus dives (Brunetti, 1908)
- Brachypalpus femoratus (Williston, 1882)
- Brachypalpus longifacies Mutin & Ichige, 2019
- Brachypalpus nigrifacies Stackelberg, 1965
- Brachypalpus nipponicus Shiraki, 1952
- Brachypalpus oarus (Walker, 1849)
- Brachypalpus olivaceus Meigen, 1822
- Brachypalpus zugmayeriae Mik, 1887

## Fordítás
Ez a szócikk részben vagy egészben  a   Brachypalpus című angol Wikipédia-szócikk ezen változatának fordításán alapul.  Az eredeti cikk szerkesztőit annak laptörténete sorolja fel. Ez a jelzés csupán a megfogalmazás eredetét és a szerzői jogokat jelzi, nem szolgál a cikkben szereplő információk forrásmegjelöléseként.